# Crepidium klimkoanum
Crepidium klimkoanum là một loài thực vật có hoa trong họ Lan. Loài này được Marg. mô tả khoa học đầu tiên năm 2005.